# Wavala Kali
Wavala Kali (ur. 26 czerwca 1954) – papuański lekkoatleta, olimpijczyk.

## Kariera
Wystąpił na Letnich Igrzyskach Olimpijskich 1976 w dwóch konkurencjach. W eliminacjach biegu na 200 m zajął 7. miejsce w swoim wyścigu (22,64), odpadając tym samym z rywalizacji – jego rezultat był 42. czasem kwalifikacji wśród 45 startujących biegaczy. W kwalifikacyjnym wyścigu na 400 m wyprzedził Ricardo Lariosa z Nikaragui. Jego czas (48,85) był 38. wynikiem rundy kwalifikacyjnej wśród 44 sprinterów. Był również zgłoszony do biegu na 100 m, jednak nie pojawił się na starcie zmagań. Kali pełnił również funkcję chorążego reprezentacji podczas ceremonii otwarcia igrzysk.
W 1974 roku uczestniczył w igrzyskach Brytyjskiej Wspólnoty Narodów. Odpadł w eliminacjach biegu na 200 m (22,90) i biegu na 400 m (50,20).
Kilkukrotny uczestnik igrzysk Południowego Pacyfiku. Podczas zawodów w 1975 roku zdobył złoty medal w biegu na 400 m (48,91). Odpadł w półfinale biegu na 100 m i biegu na 200 m. W sztafecie 4 × 100 m zajął 5. miejsce, zaś w sztafecie 4 × 400 m uplasował się na 4. miejscu. W 1979 roku osiągnął srebro w sztafecie 4 × 400 m (3:18,36) i odpadł w półfinale biegu na 400 m. Medalista mistrzostw Papui-Nowej Gwinei w biegach na 100 m, 200 m i 400 m.
Rekordy życiowe: bieg na 200 m – 21,9 (1973), bieg na 400 m – 48,85 (1976).